# Young & Dangerous
Young & Dangerous è il secondo album in studio del gruppo rock inglese The Struts, pubblicato nel 2018.

## Tracce
1. Body Talks – 2:58
2. Primadonna Like Me – 3:23
3. In Love with a Camera – 3:22
4. Bulletproof Baby – 3:13
5. Who Am I? – 3:16
6. People – 3:28
7. Fire (Part 1) – 4:12
8. Somebody New – 3:57
9. Tatler Magazine – 3:04
10. I Do It So Well – 3:18
11. Freak Like You – 3:17
12. Ashes (Part 2) – 4:36
13. Body Talks (featuring Kesha) – 2:57

## Formazione
- Luke Spiller - voce
- Adam Slack - chitarra elettrica
- Jed Elliot - basso
- Gethin Davies - batteria